# Армстронг-Джонс, Маргарита
Леди Маргарита Элизабет Роуз Алейна Армстронг-Джонс (англ. Lady Margarita Elizabeth Rose Alleyne Armstrong-Jones; родилась 14 мая 2002 года в Лондоне) — член британской королевской семьи, единственная внучка принцессы Маргарет и соответственно двоюродная племянница короля Карла III. Занимает 28-е место в порядке наследования британского престола.

## Биография
По мужской линии Маргарита Армстронг-Джонс принадлежит к мелкому валлийскому дворянству. Её дед, Энтони Армстронг-Джонс, фотограф и дизайнер, женился на младшей сестре королевы, принцессе Маргарет, и получил титул графа Сноудон. В этом браке родились дочь Сара и сын Дэвид; Маргарита — дочь последнего от Серены Алейны Стэнхоуп, дочери Чарльза Стэнхоупа, 12-го графа Харрингтона. У неё есть старший брат Чарльз Патрик Иниго Армстронг-Джонс (родился в 1999 году), носящий титул учтивости виконт Линли.
Дочь Дэвида Армстронг-Джонса родилась 14 мая 2002 года в Портлендской больнице в Лондоне. Имя Маргарита она получила в честь бабки по отцу, имя Элизабет — в честь прабабки, королевы-матери (обе умерли незадолго до её рождения). Имя Роуз, как рассказал позже в интервью отец ребёнка, выбрал для девочки старший брат, а Алейна — второе имя её матери. Крёстными родителями новорождённой стали её тётя по отцу Сара Чатто и дядя по матери — Уильям Стэнхоуп, виконт Питершем. В 2018 году Маргарита окончила школу святой Марии в Аскоте (Беркшир) и поступила в частную женскую школу Tudor Hall. В мае 2020 года она стала совершеннолетней; в британской прессе особо отметили, что из-за пандемии Маргарита встретила 18-летие не в кругу королевской семьи, как можно было бы ожидать.
Маргарита регулярно появляется на официальных мероприятиях с участием королевской семьи. Первое такое мероприятие состоялось в 2006 году, когда ей было всего четыре года. Это была рождественская служба в Сандрингеме, куда пришла Елизавета II со всей своей большой семьёй, включая Армстронг-Джонсов; журналисты обратили внимание на маленькую девочку, исполнявшую обязанности цветочницы при монархине. 29 апреля 2011 года Маргарита была подружкой невесты на свадьбе принца Уильяма и Кейт Миддлтон. В последующие годы она появлялась на благотворительных модных показах как модель, на церковных службах по общединастическим поводам, на рождественских обедах у королевы. Известно, что Елизавета II питала к ней особую симпатию — видимо, в память о своей сестре.
В момент своего появления на свет Маргарита стала 14-й в линии британского престолонаследия. С января 2025 года она уже 28-я. Из числа Армстронг-Джонсов Маргарита третья в этой линии — после своих отца и брата.

## Именование
Изначально Маргарита именовалась Достопочтенная Маргарита Армстронг-Джонс. В 2017 году умер её дед, а её отец соответственно стал 2-м графом Сноудон. С этого момента появилось новое именование — Леди Маргарита Армстронг-Джонс.